# آنتون جولیو براگالیا
آنتون جولیو براگالیا (ایتالیایی: Anton Giulio Bragaglia; ‏ ۱۱ فوریهٔ ۱۸۹۰ – ۱۵ ژوئیهٔ ۱۹۶۰) کارگردان و عکاس نوگرای اهل ایتالیا بود.